# Ріхард Руофф
Ріхард Руофф (нім. Richard Ruoff; нар. 18 серпня 1883, Мессбах, Гессен — пом. 30 березня 1967, Тюбінген) — німецький воєначальник часів Третього Рейху, генерал-полковник (1942) Вермахту. Кавалер Лицарського хреста Залізного хреста (1941).

## Біографія
15 квітня 1903 вступив в сухопутні війська Учасник Першої світової війни. Після демобілізації армії залишився в рейхсвері. З 1 жовтня 1933 року — начальник штабу командування 5-ї групи, з 1 жовтня 1934 року — начальник штабу 5-го армійського корпусу, з 6 жовтня 1936 року — 3-го командування групи сухопутних військ (Дрезден). З 30 квітня 1939 року — командир 5-го армійського корпусу і 5-го військового округу (Штутгарт). Після початку Другої світової війни здав командування округом і на чолі корпусу пішов на фронт, під час Польської кампанії корпус Руоффа входив до складу групи армій «С» на Заході. Учасник Французької кампанії і німецько-радянської війни. З 8 січня 1942 року — командувач 4-ї танкової армії. З 1 червня 1942 року — командувач 17-ю армією на південному фланзі радянсько-німецького фронту (в складі групи армій «А»). У серпні 1942 року йому в підпорядкування передана 3-тя румунська армія. На початку 1943 року радянські війська почали масштабну операцію на Кавказі і Кубані з метою оточення угруповання Руоффа. Починаючи з 10 січня 1943 року Руофф залишив опорні пункти на Кавказі і пішов на Кубань. Війська Руоффа зуміли уникнути оточення, але зазнали важких втрат. Після цієї поразки 1 липня 1943 року замінений Ервіном Єнеке і призначення до кінця війни вже не отримав.

## Нагороди
- Залізний хрест 2-го і 1-го класу
- Орден Фрідріха (Вюртемберг), лицарський хрест 1-го класу з мечами
- Орден «За військові заслуги» (Вюртемберг), лицарський хрест
- Нагрудний знак «За поранення» в чорному
- Почесний хрест ветерана війни з мечами
- Медаль «За вислугу років у Вермахті» 4-го, 3-го, 2-го і 1-го класу (25 років)
- Медаль «У пам'ять 13 березня 1938 року»
- Медаль «У пам'ять 1 жовтня 1938» із застібкою «Празький град»
- Застібка до Залізного хреста 2-го і 1-го класу
- Лицарський хрест Залізного хреста (30 червня 1941)
- Орден Михая Хороброго 3-го класу (Румунія; 5 лютого 1943)
- Орден Зірки Румунії, великий хрест з мечами (лютий 1943)

Військова кар'єра
- 15 квітня 1903 — фанен-юнкер
- 18 серпня 1904 — лейтенант
- 18 серпня 1912 — обер-лейтенант
- 28 листопада 1914 — гауптман
- 1 липня 1926 — майор
- 1 лютого 1931 — оберст-лейтенант
- 1 липня 1933 — оберст
- 1 квітня 1936 — генерал-майор
- 1 березня 1938 — генерал-лейтенант
- 1 травня 1939 — генерал від інфантерії
- 1 квітня 1942 — генерал-полковник